# 17314 Aisakos
17314 Aisakos è un asteroide troiano di Giove del campo troiano. Scoperto nel 1971, presenta un'orbita caratterizzata da un semiasse maggiore pari a 5,1810443 UA e da un'eccentricità di 0,0745992, inclinata di 10,71609° rispetto all'eclittica.
L'asteroide è dedicato a Esaco, l'indovino, figlio delle prime nozze di Priamo, che predisse ad Ecuba che il suo primogenito avrebbe causato la distruzione di Troia.